# 10 000 mètres masculin aux championnats du monde d'athlétisme 2007
Navigation
Helsinki 2005 Berlin 2009
L'épreuve du 10 000 mètres masculin des championnats du monde d'athlétisme 2007 s'est déroulée le 27 août 2007 dans le stade Nagai d'Osaka au Japon. Elle est remportée par l'Éthiopien Kenenisa Bekele.
Il n'y a pas eu de course de qualification, 24 concurrents étaient inscrits pour cette finale.

## Records
| Record du monde            | 26 min 17 s 53 | Kenenisa Bekele       | Éthiopie  | 26 août 2005     | Bruxelles |
| Record des championnats    | 26 min 49 s 57 | Kenenisa Bekele       | Éthiopie  | 24 août 2003     | Paris     |
| Meilleure performance 2007 | 26 min 48 s 73 | Sileshi Sihine        | Éthiopie  | 26 mai 2007      | Hengelo   |
| Record d'Afrique           | 26 min 17 s 53 | Kenenisa Bekele       | Éthiopie  | 26 août 2005     | Bruxelles |
| Record d'Asie              | 26 min 38 s 76 | Ahmad Hassan Abdullah | Qatar     | 5 septembre 2003 | Bruxelles |
| Record d'Amérique du Nord  | 27 min 08 s 23 | Arturo Barrios        | Mexique   | 18 août 1989     | Berlin    |
| Record d'Amérique du Sud   | 27 min 28 s 12 | Marilson dos Santos   | Brésil    | 2 juin 2007      | Neerpelt  |
| Record d'Europe            | 26 min 52 s 30 | Mohammed Mourhit      | Belgique  | 3 septembre 1999 | Bruxelles |
| Record d'Océanie           | 27 min 31 s 92 | Shaun Creighton       | Australie | 25 novembre 1996 | Melbourne |

## Médaillées
| Or              | Argent         | Bronze          |
| Kenenisa Bekele | Sileshi Sihine | Martin Mathathi |

## Résultats
| Rang               | Athlète                   | Pays             | Temps          | Notes |
| ------------------ | ------------------------- | ---------------- | -------------- | ----- |
| Médaille d'or      | Kenenisa Bekele           | Éthiopie         | 27 min 05 s 90 | SB    |
| Médaille d'argent  | Sileshi Sihine            | Éthiopie         | 27 min 09 s 03 |       |
| Médaille de bronze | Martin Mathathi           | Kenya            | 27 min 12 s 17 |       |
| 4                  | Zersenay Tadese           | Érythrée         | 27 min 21 s 37 |       |
| 5                  | Josephat Ndambiri         | Kenya            | 27 min 31 s 41 |       |
| 6                  | Gebregziabher Gebremariam | Éthiopie         | 27 min 44 s 58 |       |
| 7                  | Abdihakem Abdirahman      | États-Unis       | 27 min 56 s 62 |       |
| 8                  | Kiprono Menjo             | Kenya            | 28 min 25 s 67 |       |
| 9                  | Dathan Ritzenhein         | États-Unis       | 28 min 28 s 59 | SB    |
| 10                 | Boniface Kiprop           | Ouganda          | 28 min 30 s 99 |       |
| 11                 | Galen Rupp                | États-Unis       | 28 min 41 s 71 |       |
| 12                 | Kensuke Takezawa          | Japon            | 28 min 51 s 69 |       |
| 13                 | Tola Tadesse              | Éthiopie         | 28 min 51 s 75 |       |
| 14                 | Alejandro Suárez          | Mexique          | 28 min 52 s 19 |       |
| 15                 | Wilson Busienei           | Ouganda          | 29 min 24 s 72 | SB    |
| 16                 | Dickson Mkami             | Tanzanie         | 29 min 25 s 91 |       |
| 17                 | Kazuhiro Maeda            | Japon            | 29 min 48 s 17 |       |
| 18                 | Michael Aish              | Nouvelle-Zélande | 30 min 34 s 16 |       |
| —                  | Khalid El Amri            | Maroc            | DNF            |       |
| —                  | Simon Bairu               | Canada           | DNF            |       |
| —                  | Ahmad Hassan Abdullah     | Qatar            | DNF            |       |
| —                  | Essa Ismail Rashed        | Qatar            | DNF            |       |
| —                  | Hasan Mahboob             | Bahreïn          | DNS            |       |
| —                  | David Galván              | Mexique          | DNS            |       |

## Légende
Records et Performances
- AR : Record continental (area record)
- CR : Record des championnats (championship record)
- MR : Record du meeting (meet record)
- NR : Record national (national record)
- OR : Record olympique (olympic record)
- PR : Record paralympique (paralympic record)
- PB : Record personnel (personal best)
- SB : Meilleure performance personnelle de la saison (season's best)
- WL : Meilleure performance mondiale de l'année (world leader)
- WJR : Record du monde junior (world junior record)
- WR : Record du monde (world record)

Circonstances et Conditions
- DNF : N'a pas terminé (did not finish)
- DNS : N'a pas pris le départ (did not start)
- DQ : Disqualification (disqualification)
- NM : Aucun essai valable enregistré (No Mark)
- Q : Qualifié « directement » au prochain tour (ou à la prochaine compétition), lors d'une compétition majeure, grâce au classement ou à la réalisation des minima (automatic qualifier)
- q : Qualifié au prochain tour (ou à la prochaine compétition), lors d'une compétition majeure, grâce au repêchage ou à la réalisation de l'une des meilleures performances parmi celles des « non qualifiés directement » (grâce au meilleur temps ou à la meilleure distance par exemple) (secondary qualifier)